# 奥莉加·德米特里耶芙娜·乌里扬诺娃
奥莉加·德米特里耶芙娜·乌里扬诺娃（俄語：Ольга Дмитриевна Ульянова；1922年3月4日—2011年3月25日）是俄罗斯的一个化学家、物理学家和作家。她出生于莫斯科，在莫斯科国立大学化学系取得博士学位，毕业后留校任教，后任副教授，逝世于莫斯科。
她是德米特里·乌里扬诺夫的女儿和弗拉基米尔·列宁的侄女。乌里扬诺娃坚定支持维护其伯父列宁的遗产，并广泛撰写有关列宁及其家族的文章。由于她的写作成就，苏联授予她劳动红旗勋章。在围绕是否将列宁遗体迁出红场的讨论中，乌里扬诺娃积极主张列宁遗体应继续保留在列宁墓中。尽管她致力于维护列宁的历史地位，但她曾对欧洲媒体表示，将列宁塑造成一个偶像是一个错误。